# Acacia elachantha
Acacia elachantha là một loài thực vật có hoa trong họ Đậu. Loài này được M.W.McDonald & Maslin miêu tả khoa học đầu tiên.